# Цветы из бури

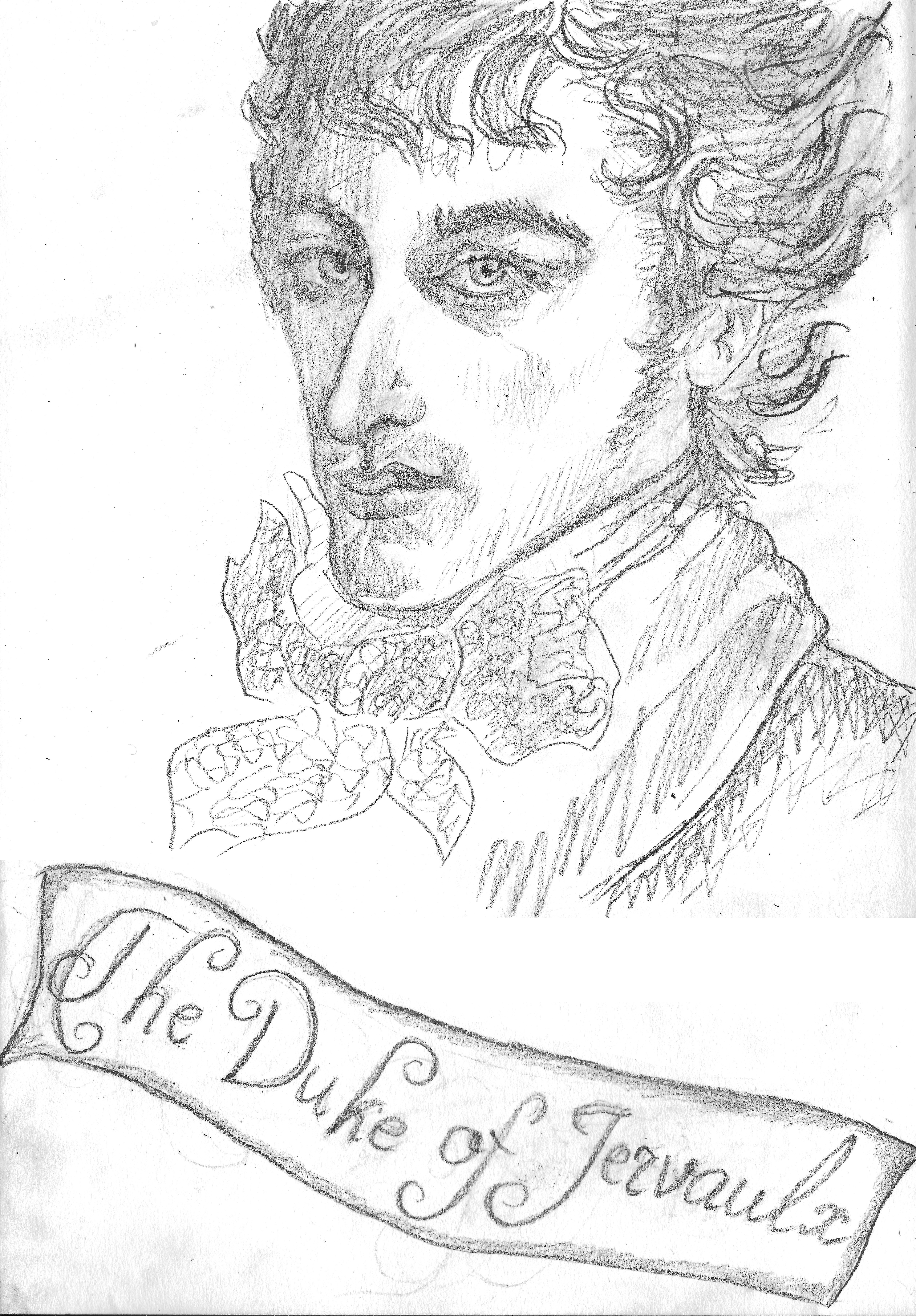
Кристиан Ричард Николас Фрэнсис Лэнглэнд, герцог Шерво

Цветы из бури (англ. Flowers from the Storm) — роман Лауры Кинсейл (англ. Laura Kinsale), вышедший в 1992 году, главный герой которого герцог Кристиан Шерво (англ. Christian Jervaulx) переживает внутримозговое кровоизлияние. Относится к жанру исторического любовного романа, события которого приходятся на Георгианскую эпоху в Англии. Роман принёс автору награду «Лучший любовный роман 1992» (англ. Best Romance Novel of 1992) в американском литературном конкурсе среди авторов любовных романов (англ. Romance Writers of America Golden Choice Award).

## Сюжет
Тридцатидвухлетний герцог Кристиан Шерво предстаёт перед читателем гедонистом и любителем фривольностей и шоколада.

He was fond of radical politics and chocolate.— Он имел склонность к радикальной политике и шоколаду.
Красивый брюнет ростом 185 см, он не стесняется ни своей, ни наготы любовницы в доме её супруга, пока не оказывается застигнут врасплох неожиданно вернувшимся Сазерлендом. От волнения Кристиан переживает внутримозговое кровоизлияние, в результате чего у него наступают онемение правой руки, головокружение и затруднения с ориентацией в пространстве. Ограниченный скудными знаниями своей эпохи, герцог ничего не подозревает об инсультах и продолжает светскую жизнь. На протяжении последующих двух дней его терзают головные боли, эпизодическая потеря памяти и онемение конечности, которыми синеглазый любитель адьюльтера и математики пренебрегает. Не подозревая о тяжести своего состояния, Шерво посещает давно запланированную встречу в математическом сообществе Лондона, где он на пару со слепым математиком-квакером Тиммсом представляет свои разработки в области неевклидовой геометрии. Там происходит его первая встреча с Архимедией Тиммс, дочерью старого Тиммса и его помощницей в математических разработках. Сравнивая интерес публики к математическим изысканиям герцога с балаганным интересом к «учёным свиньям», Архимедия поражена благородной самоуверенностью, внушительностью, умом и красотой молодого герцога. Сравнивая его попеременно то с прилежным студентом, то с пиратом, героиня ассистирует ему во время презентации, и в итоге неевклидовая геометрия Шерво срывает стоячие овации и вызывает восхищение знатоков. Герцог оказывает знаки внимания дочери Тиммса и смущает Архимедию, пуританскую деву двадцати восьми вёсен: её строгая орлиная красота очевидно пришлась Шерво по вкусу.
Герцог с удивлением узнаёт от секундантов, что наутро у него назначена дуэль с Сазерлендом: микроинсульт стёр события злополучного вечера у него из памяти. Тем не менее, дуэли суждено состояться, но, уже приготовившись стрелять мимо, Шерво замечает непримиримую кровожадность в глазах Сазерленда. Это так взволновало дуэлянта, что его настиг повторный удар: рука отнялась, речь нарушилась (афазия), сознание затуманилось. Таблоиды опубликовали сообщение о смерти герцога, которое неожиданно для неё самой сильно ранило Мэдди Тиммс.

Время течёт, Мэдди подрабатывает в сумасшедшем доме под началом кузена Эдварда, напыщенного и скудоумного джентльмена, в заведении которого пациенты терпят зверские пытки и унижения. В одном из пленников Мэдди с изумлением узнаёт не кого иного, как герцога Шерво, объявленного буйнопомешанным и деградировавшим до уровня сознания двухлетнего ребёнка. 

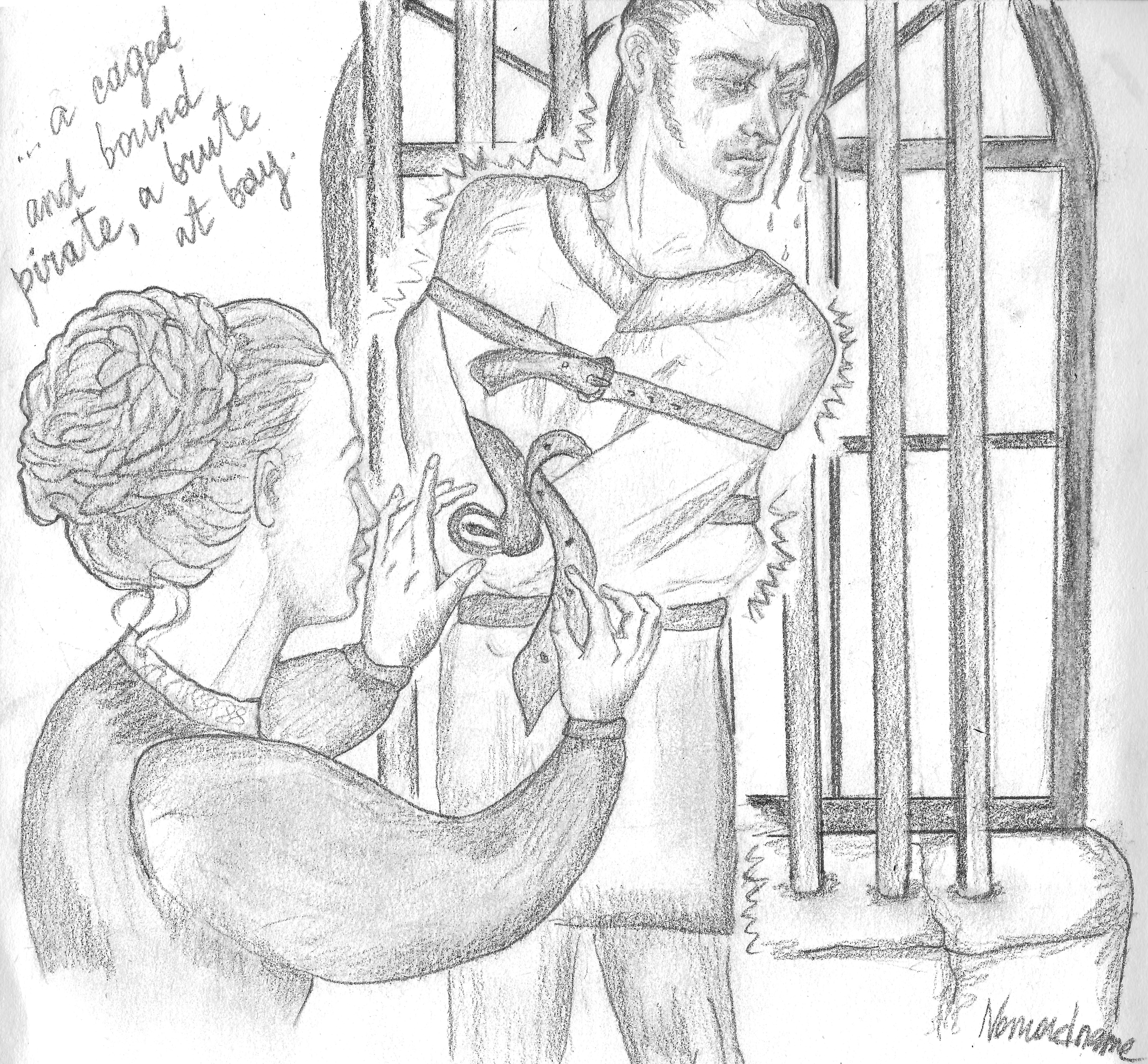
Благородный герцог унижен, так как Мэдди видит его пленником смирительной рубашки, содрогающимся после ледяной ванны

Оказалось, что после апоплексического удара Шерво два дня пребывал в коме и был уже подготовлен к отправке в морг, и лишь вмешательство двух его верных сеттеров Дэвила и Каса, почуявших жизнь в бесчувственном теле хозяина, помешало погребению заживо. Кузен Эдвард не сомневается, что болезнь послана герцогу небесами за его аморальные увлечения и разврат, а лечением должны служить ледяные обливания, чтение дидактической литературы и одиночество. По милости этого ханжи несчастный терпит смирительную рубашку, ледяные ванны, «плебейские» еду и одежду, унижения от невежи-санитара, которого герцог прозвал Обезьяной, и побои. Гордец то и дело срывается, швыряя предметы, чем только убеждает мучителей в своём безумии.

“Ape,” he said, with that explosive inflection, a discharge of absolute loathing and contempt.— "Обезьяна" — сказал он взрывным тоном, в виде вспышки абсолютного отвращения и презрительности.
Однако Мэдди выясняет, что герцог не утратил математических способностей: он по-прежнему разбирается в периодической функции и в бесконечном ряду Фурье. Кроме того, Шерво сохранил утончённую галантность, гордость и здоровую стыдливость, отказываясь считать себя «дефективным ребёнком» и демонстрировать свою наготу при смене белья.
И тогда заглянувшую Кристиану в глаза Мэдди озаряет, как вспышка, страшная истина — рассудок герцога не пострадал. Выставлен идиотом и сходит с ума от унизительности заточения и пыток разумный человек. Вспышки же ярости несчастного объясняются не деградацией до звериного уровня, а бессильным гневом загнанного в угол одинокого и гордого человека в окружении мучителей. Религиозная Мэдди склонна считать своё озарение посланием свыше — по её мнению, Бог избрал её позаботиться о Шерво и спасти его. Сообразительная и чуткая, Мэдди догадывается, что достаточно говорить медленнее и разборчивее, чтобы смысл произносимого доходил до больного.

He isn’t mad; he is maddened.— Он не безумен; его сводят с ума.
Теперь в сбитом с толку внутреннем мире герцога Кристиана звучит имя — Кузз Мэд, то есть кузина Мэдди, — имя, которое последствия инсульта не дают ему произнести полностью. Тоскующий по дому и опозоренный, Шерво уповает лишь на Мэдди, ставшую для страдальца лучом света в тёмном царстве психлечебницы, где его в любой момент могут окунуть в ванну со льдом, приперев от всплытия стальным шестом.

Cuzzmad.
Cuzz-mad.
В преддверии публичного слушания по вопросу дееспособности герцога Мэдди подготавливает пациента: терапия включает отказ от ледяных ванн, улучшение гардероба и занятия математикой. Но герцог ни ребёнок, ни старик, ни больной, а крайне властный и энергичный мужчина «в самом расцвете великолепия роста, комплекции и могучей зрелости» — неудивительно, что между девицей и пленником вспыхивает искра. Мэдди же привыкла оценивать себя весьма невысоко, и потому широкоплечее воплощение мужского совершенства пугает её. Сама Мэдди как сектантка держит себя в строгой узде: говорит по-староанглийски и превозносит лишь примитивизм, презирая и считая дьявольскими материальные блага. Любовное напряжение неожиданно разрешается, когда Мэдди, обнаружив подопечного опять в смирительной рубашке, торопится снять путы — и получает от герцога поцелуй и признание. С этих пор Шерво, как он отмечает про себя, не кто иной, как брошенный за решётку тигр, присмотревший себе в жертвы смотрителя зоопарка.
Мэдди добивается для герцога прогулок, посещения её отца, а спустя время сопровождает слегка оправившегося Шерво, сияющего элегантностью, в дом его родичей недалеко от Белгрейв Сквэа — где одни встречают герцога как восставшего из мёртвых, другие как недоумка, а его родная тётка Леди де Марли резко заявляет, что для неё он идиот, пока герцог сам не докажет обратное. Герцога осеняет, что, кроме Мэдди, никто больше не относится к его состоянию сочувственно и не пойдёт на уступки ради него: квартирный вопрос испортил лондонскую знать.
В ночь перед слушанием исступлённый Шерво умоляет Мэдди бежать с ним. Следует драматичная сцена, и с губ Мэдди срывается любовное признание. Даже любя его, девушка в силу религиозного фанатизма не может участвовать в побеге.

“God forgive, Jervaulx — that I sh’d ove thee.”

That I should love thee.— "Прости мне Господи, Шерво, — что мне суж'но 'ить тебя."
Что мне суждено любить тебя.
Наутро, лишь только начинается процедура проверки дееспособности, Шерво с ужасом осознаёт: от волненья он лишился дара речи, в то время как благородные лорды требуют от него полностью представиться и расписаться. Опозоренного до последней степени герцога готовятся признать невменяемым. Но, пока он холост, герцогство в случае признания недееспособности за неимением наследников перейдёт государству. Необходимо, чтобы герцогство впоследствии перешло не короне, а отпрыскам Кристиана. И тут Леди де Марли ставит условие: она не сдаст Шерво в сумасшедший дом, если тот женится на указанной ею кандидатуре. Для бедного герцога все были жребии равны, лишь бы избежать госпитализации.
Мэдди поспешно готовит больного к бракосочетанию. Невестой оказывается несовершеннолетняя пустышка Анна Тротман, чья жадность не видит помехи даже в сумасшествии герцога, ставшем притчей во языцех. Афазия герцога внушает Анне нескрываемое отвращение, которое тщеславная проходимка с усилием превозмогает. Но перед алтарём волнение берёт верх — Шерво не может произнести простейших слов клятвы. Доведённый до исступления, несчастный в отчаянии убегает из церкви, прихватив Мэдди. Преследуемые, беглецы впопыхах перелазят через забор и скрываются в лондонской толпе. Шерво ищет убежища у старых друзей — полковника Фейна и мистера Дёрхэма, в то время как Мэдди просит помощи у неожиданно подвернувшегося собрата-сектанта из общины квакеров по имени Ричард Гилл. Квакеры придерживаются собственного морального кодекса и строгих доктрин, и Ричард Гилл отныне берётся опекать Мэдди. Рвущаяся обратно к отцу, Мэдди открыто заявляет джентльменам — на любые вопросы о пребывании герцога она расскажет правду и выдаст Кристиана, так как не станет лгать даже ради его спасения. Истерзанный до изнеможения Шерво и компания не могут допустить этого. Спасаясь от герцогской родни, герои в экипаже едут прочь из Лондона. В поездке герцог оказывает Мэдди знаки внимания, которые та считает своим долгом игнорировать, считая любовь к нему «плотской».

He defeated her. What she wished to avoid was inside her; not for one instant as she walked did she think of anything but Jervaulx.— Он одержал над ней верх. Чего она желала избежать, находилось внутри неё; и ни на единую секунду, пока она шла, её мысли не отрывались от Шерво.
Поздняя осень, герои скрываются в провинции на землях Шерво. Драматическое напряжение продолжает нарастать, и посреди поля перед грозой между ними происходит ключевая сцена: Шерво дарит Мэдди простые полевые цветы, а та в гневе бросает их наземь, а обвинение — в лицо герцогу. Нечестивая плотская любовь по нраву похотливым женщинам, погрязшим во грехе, а любовь герцога именно такова, и добродетельная Мэдди не может выступить её реципиентом. Мэдди угнетена, что социальная пропасть между сектанткой из общины Друзей и дворянином слишком велика.

“I am born a Friend, Jervaulx. Thou art born a nobleman.” “What dost thou want of me?” she cried. “What?” “I am thy nurse. That is all.”— "Аз есмь Друг, Шерво. Ты еси вельможа." "Чего ты желаеши от мене?" — вскричала она. "Чего? Аз есмь твоя медсестра, и только."
Вскоре преследователи нападают на их след. У героев всего несколько минут перед тем, как герцога схватят и навеки подвергнут госпитализации. Мэдди поставлена перед выбором: обречь герцога на пожизненные мучения или моментально обвенчаться с ним и далее защищать его в качестве жены. Героиня нехотя выбирает второе и произносит квакерскую свадебную клятву.

“I have received from the Lord a charge to love thee."— "Господь Богъ поручил мене поруку любити тебе"

## Система образов и художественные особенности
Отношения главных героев романа — герцога Кристиана Шерво и Мэдди (Архимедии Тиммс) — очерчены через несколько мотивов, ведущие среди которых — мотив Ариадны и мотив Орфея. Через художественные образы герцога, дитяти роскоши и разврата, и девицы-аскета из пуританской общины квакеров автор изображает гендерное столкновение мужского и женского: раскрепощенности с благочестием, «антицивилизованности» с «цивилизованностью».
В романе проиллюстрирован мотив Орфея: согласно мифу, Орфей ведёт свою возлюбленную Эвридику прочь из подземного мира наверх в мир живых. Главные герои, герцог Шерво и Мэдди, в порядке чередования меняются ролями Орфея и Эвридики, спасителя и спасённого. Сперва Мэдди освобождает возлюбленного из психлечебницы, то есть выступает в роли спасителя и демонстрирует маскулинные черты. В последующих главах персонажи меняются ролями: герцог, сбегая из церкви, увлекает вслед за собой Мэдди, теперь исполняющую роль ведомой и спасённой.

### Мотив мужского и женского (гендерный мотив)
Мотив антагонизма полов (англ. the antagonism of the sexes) — один из наиболее древних в литературе. Юнг проводит лист противоположностей в книге «Mysterium coniunctionis»: холодный/ тёплый, высший/ низший, душа/ тело, небеса/ земля, огонь/ вода, яркий/ тёмный, активный/ пассивный, переменчивый/ надёжный, драгоценный/ обыденный, добрый/ злой, открытый/ скрытый, восточный/западный, живой/ мёртвый, маскулинный/ фемининный, солнце/ луна. Согласно тому же принципу противопоставлены правда лжи. Практически все пары противоположностей из юнговского списка задействованы Лаурой Кинсейл в романе:
- холодный/ тёплый: пылкость мужского персонажа противопоставлена скованности женского;
- высший/ низший: главный герой — герцог, человек из высшего общества, героиня — простолюдинка;
- душа/ тело: один из важнейших контрастов, героиня склонна отвергать телесные узы и привлекательность тела, считая истинными лишь потребности духа;
- небеса/ земля: земные отношения людей героиня называет «дьявольскими», противопоставляя им божественное «просветление»;
- активный/ пассивный: активная и пассивная роли переходят от одного героя к другому по ходу развития действия;
- драгоценный/ обыденный: драгоценные подарки герцога и роскошь его жизни героиня считает неприемлемыми для себя — ничем не примечательной девицы;
- добрый/ злой: это основные термины, которыми оперирует главная героиня, определяя материализм герцога как «злонравие», а простоту квакеров как «добронравие»;
- открытый/ скрытый: в то время как дефективность перенёсшего удар герцога видна миру, его ясный ум и духовные муки скрыты от сторонних наблюдателей;
- маскулинный/ фемининный: важнейший контраст для жанра любовного романа, на котором зиждется вся система образов и сюжет.

В исследовании «Postmodern Representations: Truth, Power, and Mimesis in the Human Sciences and Public Culture» под редакцией Ричарда Харви Брауна (англ. Richard Harvey Brown) литературовед указывает, что, согласно принципу Ариадны (англ. Ariadne principle), мужским «гедонизму и антицивилизованности» противопоставляется «женская этика аскетизма», для которой эротизм выступает «цивилизующей силой». Мужской же союз зиждется на «силе антицивилизованности». Так, в романе «Цветы из бури» узкий «мужской союз» представлен образами троих друзей — самого герцога Шерво (которого друзья-мужчины зовут «Шев»), полковника Фейна и мистера Дёрхэма. Прозвище Шев, используемое внутри узкого коллектива, символизирует собою самоценность «мужских уз», объединяющих эту группу великосветских повес и прожигателей жизни. В широком смысле «мужской союз», всё общество аристократов, признаёт лишь право сильного и не стесняется рукоприкладства: например, Мэннинг, шурин герцога, пытается физически скрутить того, полагаясь лишь на грубую силу. Также мужская «антицивилизованность» должна выражаться в привычке к сквернословию, в отсутствии безусловной честности и в половой невоздержанности. Примечательно, что первый удар настигает герцога Шерво непосредственно в момент прелюбодеяния в доме обманутого мужа второстепенной героини. Второй удар лишает Кристиана способности говорить, писать и воспринимать звучащую речь — то есть главных компетенций разумного и «цивилизованного» человека. Кузен Эдвард — мучитель герцога и начальник лечебницы, персонаж явно отрицательный — придерживается мнения, что именно разнузданность и пресловутые «мужские узы», гедонистические мужские привычки, заставляют главного героя деградировать до уровня мычащего и не понимающего окружающих безумца.
По словам Ричарда Харви Брауна, «мужские узы» — это сфера «безответственности, приключений и возбуждения», существующих там, куда цивилизация не может дотянуться. Соответствующим пространственно-временным образом-символом в романе выступает старый замок Шерво, который от современной героям «цивилизации» отделяют несколько столетий.
Мужскому мотиву в литературоведении противопоставлены два имеющих эротические корни женских мотива: древнегреческой Ариадны и библейской Иезавели. Ариадна служит цели усмирить мужчину и обратить его в дитя цивилизации. Принцип Ариадны применяется в искусстве, когда необходимо увести мужчину от буржуазных «уз» и «одомашнить» его. Неслучайно, что использование этого принципа в жанре любовного романа реализуется в традиционном сюжетном архетипе «испытаний и свадьбы». Мужской персонаж проходит через полноценное «одомашнивание», и гедонистические «узы» заменяются брачными.
Наконец, в мотиве антагонизма полов женской красоте может отводиться вдохновляющая роль. У женских образов различаются «невинная красота» и «преступная красота». Из них невинная красота зачастую менее деятельна и более ранима. Порой из пассивности рождается соблазнительность, с тем чтобы подарить вдохновение или сочувствие наиболее достойному из мужчин. Такая картина наблюдается в романе: красота Мэдди свидетельствует о её духовной неиспорченности и служит орудием возрождения и вдохновения.

### Мотив замка
Замок Шерво — это воплощение описанной Р. Брауном сферы «безответственности, приключений и возбуждения», куда преследуемый жадными родственниками герцог бежит, как загнанный зверь, в поисках спасения. Именно в замке герцог знакомит Мэдди с образами-символами маскулинной «нецивилизованности»: богатым выкупом за невесту («подушки, лошади, золото»), отданным его предками, мотив которого повторяется многократно, в том числе и в сцене финального воссоединения героев; лилией в окружении драконов и пр.
Замок в литературе символизирует роскошь и потакание своим прихотям. Одна из функций мотива замка — внушать страх перед обитающими в нём призраками. Но Лаура Кинсейл иронически изображает призрак собаки дружелюбным и даже более, возвещающим о беременности герцогини, а истинный ужас вселяет в героиню невоздержанность, «маскулинная» разнузданность герцога. Третья функция мотива замка, как пишет Хейди Крофорд, состоит в политической и финансовой силе. Замок — это центр политического авторитета. Аристократия — «ходячий труп» как социальный класс, и замок в своей функциональной роли перекликается с этим определением. Героиня, не устои она перед богатством и великолепием замка и пожелай привилегий герцогини, поддалась бы искушению и превратилась в прислужницу «мёртвой» аристократии. Но этого не происходит с Мэдди: она упорно отвергает замок и его удобства, то есть не попадает под влияние «мёртвого» класса, а остаётся живой и в итоге возрождает герцога Шерво.
Лаура Кинсейл в «Цветах из бури» придерживается архетипического сюжета «испытаний и свадьбы», выделяя финальный этап в эпилог: в нём замок Шевро переходит из разряда «мужских» символов в символы семейные. Вот почему, хотя мотив Ариадны эротичен по своей сути, по своим последствиям он аскетичен и антигедонистичен. (Этим частично обусловлена эротическая линия сюжета, характерная для любовно-исторического романа как вида литературы.)
Принцип Ариадны также объясняет, почему герой под фемининным влиянием преодолевает влияние мужского товарищества, проходит через эскапизм и приключение, чтобы завоевать любовное вознаграждение. В «Цветах из бури» Кристиан Шерво под влиянием Мэдди нравственно перерастает гедонистические и бесчестные привычки общества повес, переживает непосредственный эскапизм — сбегает из церкви в момент бракосочетания и после многодневной погони находит пристанище в замке своих предков — и многочисленные приключения, а в итоге не без усилий окончательно добивается избранницы.
Таким образом, мужской персонаж поставлен под руководство женского, олицетворяющего собой общество и цивилизацию. Ричард Харви Браун подчёркивает: ирония состоит в том, что сексуальность, оружие Ариадны, выступает воплощением «внутреннего мирского аскетизма», который завлекает маскулинного персонажа в перерождение. И эротический мотив в романе Лауры Кинсейл становится необходимым атрибутом этого «завлечения»: сила Мэдди не только в её благочестии, но и в сексуальной привлекательности для герцога, без которой она лишилась бы рычага воздействия на мужчину и не завершила бы путь его перерождения в нормального семьянина.
Однако система образов и мотивов в «Цветах из бури» лишена полной однозначности: по ходу развития сюжета прослеживается чередование ролей, в результате чего роль «цивилизованного» персонажа переходит от Мэдди к герцогу, как смещается и роль «нецивилизованного», то есть природного, естественного персонажа.

### Фольклорные мотивы
- Мотив подложной невесты — распространённый в европейском фольклоре сюжетный мотив, согласно которому одурманенный герой не узнаёт невесту, место которой заняла лиходейка, но героиня в силу истинной любви всё равно проводит ночь рядом с суженым, после чего тот выбирает её и отвергает подложную невесту. Это узнавание обычно разрушает чары, под которым герой жил всё это время: он порывает с мнимой невестой и заключает в объятия свою истинную избранницу, обретая при этом собственное «я». В итоге герой иногда восклицает: «Вот моя жена, с кем я венчался… и никакой другой жены у меня не будет».[3] Влияние этого мотива немаловажно в сюжете «Цветов из бури»: герцог Шерво под давлением своей тётки, «одурманенный» её запугиванием и своей болезнью, помолвлен с «подложной невестой» Анной Тротман, которая вот-вот займёт место его «истинной невесты» Мэдди Тиммс. Но если Анна Тротман совсем не любит герцога и движима лишь жадностью и тщеславием, то любовь Мэдди правдива: поэтому ночи рядом со спальней герцога проводит не Анна, а Мэдди. Она «покупает» ночи рядом с герцогом у Анны, так как Анне невыносимо находиться рядом с нелюбимым, а Мэдди посвятила себя заботам о герцоге. В итоге в последнюю ночь следует «пробуждение» жениха: Шерво молит санитарку сбежать с ним, а Мэдди сообщает ему о своей любви. Развязка вполне соответствует архетипическому мотиву — в церкви герцог отказывается от «подложной невесты» и увлекает за собой Мэдди, «обретая при этом собственное „я“». Мотив прослеживается в романе вплоть до последнего момента — впоследствии герцог вслух провозглашает, что его брачные узы с Мэдди нерушимы и никакая другая не займёт её место подле него.

I called it… love for you. Before God… love… honor… my wife… cherish all my days. I said it. Still truth, Maddy.
Я назвал это... любить тебя. Перед Богом... любить... почитать... мою жену... дорожить до конца жизни. Я сказал это. Всё ещё правда, Мэдди.
- Спасение принцессы от дракона — широко распространённая европейская фольклорная тема, корнями уходящая к мифу о Персее и Андромеде. Мотив драконоборчества, убийства дракона, встречается в фольклоре всех европейских стран, включая Польшу, Германию, Россию и Англию. Молодой принц убивает дракона, держащего принцессу в плену, и женится на ней в конце сказки.[3] У Лауры Кинсейл мотив оригинально переосмыслен следующим образом: дракон аллегорически символизирует мнимую добродетель, удерживающую героиню от отношений с избранником. Принцессу символически отображает образ лилии, и получается «лилия, спрятанная среди драконов благочестия» (англ. a lily hidden among the dragons of virtue). Конфликт оригинально переносится на борьбу суровой ложной морали и женского счастья, и в финале романа герцог Кристиан Шерво (принц) врывается в обитель квакеров, носителей антигуманистической морали (дракон), и освобождает Мэдди Тиммс (принцесса).
- Мотив подвергнутой испытаниям жены — в литературе и фольклоре мотив распадается на 3 варианта: жена отвергает второстепенного мужского персонажа, а тот в отместку обвиняет её в супружеской измене; женские персонажи подменяют младенца жены, и её подвергают травле; муж проверяет терпение жены жестокими способами, чтобы в итоге подтвердился её статус идеальной супруги.[3] В романе оригинально интерпретирован третий вариант мотива: став женой герцога, Мэдди Тиммс подвергается различным испытаниям, главное же из которых — испытание «золотым тельцом». Мэдди — строгая сектантка-квакерша, которую приучили считать всё физическое и материальное заведомо порочным, а муж-герцог испытывает её любовь к нему, представая перед героиней вместилищем всего, что квакеры отвергают: богатства, физической привлекательности, привычки сорить деньгами, праздности, высокомерия, чувственности и пр. Мэдди неоднократно порывается покинуть герцога, но каждый раз передумывает и остаётся с ним, в итоге пройдя все испытания и доказав, что она «идеальная супруга».

### Роль заглавия романа

#### Образ бури
В этом плане обращает на себя внимание заглавие романа: образы цветка и бури относятся к разряду образов из мира природы. Сцена в 19-й главе, таким образом, становится центральной для романа: в этом эпизоде герцог Шерво на фоне бури преподносит избраннице цветы. Образ-символ бури тоже выступает одним из центральных для романа, будучи вынесенным автором в заглавие, и выступает полифункциональным элементом: характеризует как герцога, так и Мэдди, а также их союз. Так, образовательный сайт «LitCharts» отмечает, что образ бури в литературе символизирует сексуальный контакт. Фаллическими, символизирующими маскулинное начало, предстают образы скал, верхушки холма и длинных стеблей цветов, которые героиня отвергает, приняв из рук герцога. В порыве ветра стебли «закидываются» друг на друга и катаются по земле, что может символизировать половой акт.
She snatched the flowers from his hand and threw them to the wind. The gust took them, tossed them end over end, bent the stems and rolled them awkwardly along the ground.
Кроме того, посвящённое древнегреческим мотивам исследование «The Motifs and Characters in the Gest Hystoriale of the Destruction of Troy and the Laud Troy Book» автора Уолтера Уилфингседера (англ. Walter Wilflingseder) сообщает, что буря символизирует опасность, которой подвержен герой. Но буря может символизировать и ожесточённость противоборствующих сторон, например, участников любовного конфликта.
Более того, изображение сопутствующих буре явлений — это дополнительные мотивы, как пишет литературовед Карл Томпсон (англ. Carl Thompson), составляющие единое целое и обладающие собственной ценностью. Они добавляют детали и таким образом усиливают художественное воздействие мотива. Таковыми в «Цветах из бури» выступают мотивы камней и скал, верхушки (пика) холма, ветра, длинных стеблей астр и церкви.
В искусстве существует тесная связь между бурной погодой и духовным и физическим состоянием человека, как пишет искусствовед Ричард Вагнер (англ. Richard Wagner) в книге «Die Walkure. Ediz. illustrata». Буря указывает на неспокойное состояние не только стихии, но прежде всего рассудка, что как нельзя лучше характеризует состояние главного героя у Кинсдейл: герцог Шерво преподносит возлюбленной собранные им астры на фоне надвигающейся бури, а та выхватывает их и разбрасывает по земле. Ричард Вагнер выделяет, что буря в современном искусстве обладает «космической значимостью». Будучи вынесенной в название романа, буря метафорически соответствует образу герцога Шерво, чей рассудок изнемогает из-за последствий инсульта. «Болезнь» — слишком слабое слово для обозначения катаклизма, который представляет собой его инсульт. Необходим более масштабный символ, чтобы соответствовать этому удару, такой как буря.
The strange brightness of the daisies in the drab landscape when they should not have been there so late in the Autumn, so fresh in spite of the driving storm.

#### Цветочный мотив
Цветочный мотив играет столь же важную роль в системе образов романа, появляясь в заглавии и в ряде глав. Астры, преподнесённые герцогом героине в ключевой сцене 19-й главы, контрастируют с надвигающейся бурей. Осень и символизируемый ею упадок контрастирует со свежестью цветов, ассоциируемых с расцветом жизненных сил и подъёмом. Кроме того, «daisy» (англ. Michaelmas daisy — астра) встречается и в классической английской литературе: у Чосера «daisy» (маргаритка) сопутствует женскому образу, «lady sovereyne» в «The Legend of Good Women». В прологе к «The Legend of Good Women» Чосер восхваляет Идеальную Женщину в образе маргаритки, а затем следует образ Королевы Маргаритки (англ. Queen Daisy). Соответственно, маргаритка (англ. daisy) в англоязычной литературе символизирует поэтический идеал и фемининность, женское начало в принципе. Следовательно, когда Мэдди отвергает астры (англ. Michaelmas daisy), она поспешно отвергает обретаемую в союзе с ним женственность и фемининную роль в приобщении мужчины к «цивилизации». Но критик Нора Армстронг пишет, что роман повествует об «обретении цветов, которые самая яростная буря не сможет разметать».
Другой цветок, упоминаемый в романе, — это лилия. В искусстве лилия символизирует чистоту и идеал, а также хрупкость, на что указывает американский литературовед Анна Балакян. В романе лилия фигурирует в главе 23. Образ лилии выступает аллегорией чувств Мэдди к Шерво и упоминается в главе дважды. В первый раз под руководством герцога Мэдди распознаёт в резьбе потолка с трудом различимую лилию в окружении драконов, во второй раз — во внутреннем монологе называет личные воспоминания о связи с герцогом «лилией, спрятанной среди драконов благочестия».
a lily hidden among the dragons of virtue
Так естественный, природный образ лилии, сначала в своём геральдическом значении характеризуя герцога как аристократа, начинает характеризовать и Мэдди как носительницу фемининного, Ариадниного начала. Так героиня начинает восприниматься уже не через атрибуты «цивилизованности», а через образы из мира природы: астру и лилию.

### Имена главных героев
Важную роль в соотношении «цивилизованного» и «природного» играют имена собственные героев: Кристиан Шерво и Архимедия Тиммс. Хотя мужской персонаж иллюстрирует «маскулинное» и «антицивилизованное» в любовно-историческом романе, у Лауры Кинсейл он носит имя Кристиан, то есть христианский (англ. Christian), что, с одной стороны, противопоставляет герцога Кристиана нецивилизованному и антихристианскому, но, с другой стороны, сближает с варварским, так как исторически именно скандинавские племена «варваров» впоследствии составили этническую основу многих христианских государств Европы. Однако имя героини — Архимедия, — представляя собой аллюзию на имя великого математика древнего мира Архимеда, связывает её образ с древним, «нецивилизованным» дохристианским миром. Таким образом, имя герцога Кристиана содержит намёк на его близость к христианской цивилизации, в то время как имя Архимедии сближает её с дохристианским, языческим, иррациональным миром. Такая расстановка сил противоречит созидательной, аскетической натуре фемининности, но составляет её ядро, прячущееся под маской благочестия, как лилия среди драконов. За ширмой же аристократической распущенности герцога скрывается благородное «христианское сердце». Так, образы героев взаимодополняют друг друга и одновременно выступают антиподами: добродетелью под маской порока и эротизмом за фасадом аскетизма. Критик Нора Армстронг объясняет это тем, что в основе сюжета — простая история о притягательности противоположностей. Кристиан обнаруживает чувственность, скрытую в Мэдди, а она обнаруживает, что за бравадой он раним, ни жив ни мёртв от страха снова оказаться в сумасшедшем доме.

## Медицинская основа романа
Главный мужской персонаж герцог Шерво страдает от последствий инсульта, спровоцировавшего частичную афазию. На своём персональном сайте автор Лаура Кинсейл пишет, что медицинскую основу романа составили её личные исследования в области повреждений мозга. Писательница сообщает, что главный герой пережил геморрагический инсульт (англ. cerebral hemorrhage), единократное кровотечение в головном мозге, спровоцированное деформированным кровеносным сосудом. Автор отдельно подчёркивает, что у Кристина Шерво больше не было повторных инсультов. С этой целью Л.Кинсейл изобразила герцога левшой, так как в ходе самостоятельных исследований выяснила, что леворукие люди обладают атипичным расположением речевых центров в головном мозгу, вследствие чего лучше справляются с афазией.

## Аллюзии
- В 11 главе упоминается Чалфонт-Сент-Джайлс (англ. Chalfont St. Giles) в английском Бакингемшире (англ. Buckinghamshire), где расположен коттедж Милтона, автора «Потерянного рая». Герцог Шерво пытается произнести вслух название, но ему мешает афазия, а вскоре Мэдди вспоминает, как они с отцом посещали Чалфонт-Сент-Джайлс в детстве.

"Pah…" he managed, and then, "Lost".

## Отзывы
Тематический портал о любовных романах «All About Romance» опубликовал хвалебную статью, посвящённую «Цветам из бури». Критик Нора Армстронг помещает роман под № 6 в список 100 лучших любовных романов. Она с восхищением отмечает сюжет, язык и драматический накал. В романе нет ни одного слова не на своём месте, ни одной неуклюжей метафоры, ни одного несуразного сюжетного поворота.